# Delayed-Choice-Experiment
Das Delayed-Choice-Experiment (englisch; deutsch etwa Verzögerte Wahl) verdeutlicht den Welle-Teilchen-Dualismus der Quantenphysik, demzufolge  an einem Quantenobjekt die gegensätzlichen typischen Eigenschaften sowohl von Wellen als auch von Teilchen zu beobachten sind. Beide Beschreibungsweisen schließen einander in der Anschauung aus und sind in den Details eines physikalischen Prozesses auch nie gleichzeitig festzustellen (Komplementaritätsprinzip). Im Delayed-Choice-Experiment wird insbesondere gezeigt, dass es am Ende eines physikalischen Prozesses von der Art der durchgeführten Beobachtung abhängt, mit welcher der beiden Eigenschaften sich das Objekt zeigt, selbst wenn die Beobachtungsmethode erst nach Abschluss des Prozesses ausgewählt wird. Damit wird der Welle-Teilchen-Dualismus dahingehend präzisiert, dass nicht schon während eines Wechselwirkungsprozesses die Auswahl zwischen beiden Möglichkeiten der Erscheinungsform getroffen wird, sondern erst mit Abschluss einer irreversiblen quantenmechanischen Messung. Im Rahmen der Kopenhagener Interpretation wird dieses Phänomen dadurch erklärt, dass die Wellenfunktion des Quantenobjekts je eine Komponente für jedes der möglichen Beobachtungsergebnisse enthält und erst beim Akt der Messung auf eine einzige wirklich realisierte Komponente kollabiert (Zustandsreduktion).
Der Grundgedanke der verzögerten Wahl wurde erstmals 1931 von C. F. von Weizsäcker herausgearbeitet. In einem anderen Gedankenexperiment wurde er 1984 von J. A. Wheeler auf die Beobachtung einer Wechselwirkung angewandt, die Milliarden Jahre zurückliegt. In neuerer Zeit sind reale Experimente durchgeführt worden, die die unanschaulichen theoretischen Voraussagen eindeutig belegen. Auch im Zusammenhang mit dem Quantenradierer wurde die verzögerte Wahl erfolgreich demonstriert.

## Heisenberg-Mikroskop (von Weizsäcker)
Heisenberg gab für die nach ihm benannte Unschärferelation eine erste physikalische Begründung in Form eines Gedankenexperiments: Es soll mit einem Mikroskop der Ort eines Elektrons bestimmt werden, und zwar mittels eines einzigen vom Elektron ins Mikroskop gestreuten Photons. Sein damals 18-jähriger Student C. F. von Weizsäcker beschrieb den quantenmechanischen Vorgang genauer und bemerkte, dass dieselbe Apparatur auch so benutzt werden kann, dass man stattdessen den Impuls des Elektrons bestimmt. Man muss dazu nur die Photoplatte, auf der das nachgewiesene Photon einen geschwärzten Punkt verursacht, im Mikroskop nicht in der Bildebene, sondern in der Fokalebene des Objektivs anbringen. Zwischen beiden Möglichkeiten der Messung muss man wählen, denn sie schließen sich gegenseitig aus, weil ein (niederenergetisches) Photon nur einmal eine Schwärzung bewirken kann. Allerdings braucht die Auswahl (im Gedankenexperiment) erst zu erfolgen, wenn das Photon das Objektiv schon durchquert hat, also zeitlich erst deutlich nach dem Akt der Wechselwirkung mit dem Elektron. Diese Wahlmöglichkeit zwischen ausschließenden Alternativen ist Ausdruck des Welle-Teilchen-Dualismus und damit des Komplementaritätsprinzips, denn das Elektron kann einen bestimmten Ort nur aufgrund seines Teilchencharakters haben, während ein bestimmter Impuls in der Quantenmechanik eine Eigenschaft der zugehörigen Materiewelle ist, also den Wellencharakter voraussetzt.

## Zwei Bilder derselben Galaxie: Interferenz oder Überlagerung? (Wheeler)
J. A. Wheeler schlug 1983 ein anderes Gedankenexperiment vor, um besonders drastisch die Freiheit zu illustrieren, dass man am Quantenobjekt noch lange nach seiner Wechselwirkung erst mit der Wahl der Beobachtungsart festlegen kann, die eine oder die andere seiner komplementären Eigenschaften nachzuweisen. Der Akt der Wechselwirkung liegt hier Milliarden Jahre zurück und hat sich Milliarden Lichtjahre von uns entfernt ereignet. Es handelt sich um die Krümmung des Lichtweges durch Gravitation, durch die man von manch einer weit entfernten Galaxie zwei nebeneinander liegende Bilder beobachtet, weil dicht neben der direkten Sichtlinie auf etwa halber Strecke eine andere Galaxie liegt. „Dicht daneben“ bedeutet hier so etwas wie 50 000 Lichtjahre Abstand. Die Photonen können uns dann auf zwei verschiedenen Wegen erreichen, auf direktem Weg und auf dem gekrümmten Weg um die andere Galaxie herum. Da die Photonen nun aus leicht verschiedenen Richtungen ankommen, erzeugen sie in einem Teleskop zwei eng benachbarte Bilder der Ursprungsgalaxie. Die beiden Lichtbündel, die in der Bildebene die beiden getrennten Bilder ergeben, müssen sich hinter dem Objektiv zunächst überlagert haben. Falls die Laufzeit der Lichtwellen auf beiden Wegen innerhalb der Kohärenzlänge des natürlichen Lichts, also in der Größenordnung von 10−8 s übereinstimmte (was allerdings noch nicht beobachtet wurde), wäre ihre Überlagerung kohärent. Dort müsste man also wie bei einem Doppelspaltexperiment Interferenzstreifen erwarten, aus denen hervorgehen würde, dass jedes Photon beide Wege gleichzeitig genommen haben muss, sich also wie eine Welle ausgebreitet hat. Weiter hinten, in der Bildebene des Teleskops, hätte man aber wieder die zwei getrennten Bilder derselben Quelle, die den getrennten Wegen der Photonen entsprechen, wenn sie sich wie Teilchen bewegten. Mit der freien Entscheidung des Beobachters, wo er die Photonen auffängt, bestimmt er, ob sie ihren Wellen- oder ihren Teilchencharakter zeigen. Diese Wahl kann aber ersichtlich keinen rückwirkenden Einfluss auf ihr Verhalten während des Vorbeiflugs an der ablenkenden Galaxie gehabt haben, zu einem Zeitpunkt also, als es vielleicht noch nicht einmal die Erde gab.

## Experimentelle Realisierung
Auf die Größe eines physikalischen Labors verkleinert, ist Wheelers Gedankenexperiment in einem Mach-Zehnder-Interferometer nahezu identisch wirklich durchgeführt worden. Das Licht aus einer Quelle, die immer nur ein Photon zur Zeit aussendet, wird durch einen Strahlteiler je zur Hälfte auf zwei verschiedene Wege A und B verteilt, die sich nach gleich langen Strecken rechtwinklig kreuzen und in diesem Kreuzungsbereich kohärent überlagern. Nach dem Passieren des Überlagerungsgebiets trennen sich die Lichtwege wieder und am Ende eines jeden Wegs entsteht ein Bild der Quelle. Zwei dort aufgebaute Photonendetektoren registrieren gleich viele Photonen, aber nie gleichzeitig, denn ein Photon kann nicht zwei Klicks auslösen. Einzelne Photonen müssen also entweder den einen oder den anderen Weg genommen haben. Bringt man aber am Kreuzungspunkt unter 45° einen halbdurchlässigen Spiegel an, dann werden beide Lichtwege wieder in je zwei Zweige aufgespalten, so dass die Hälfte des A-Lichts mit der Hälfte des B-Lichts gemeinsam in derselben Richtung fliegt, und rechtwinklig dazu ebenfalls gemeinsam die beiden anderen Hälften. In der einen Richtung sind die A- und B-Wellen  um 180° phasenverschoben und löschen sich vollständig aus. Der dort positionierte Detektor klickt nie. In der anderen Richtung sind die Wellen (wegen der zusätzlichen Reflexion im ersten Strahlteiler) in Phase und verstärken sich entsprechend. Alle in den Apparat hineinfliegenden Photonen kommen hier an. Durch leichtes Verschieben des letzten Spiegels kann man die Länge der beiden Wege A und B bis zum Kreuzungsgebiet leicht variieren und erhält dann ein perfektes Interferenzmuster. Das Resultat kurz gefasst: Ohne den letzten halbdurchlässigen Spiegel im Lichtweg verhalten sich Photonen wie Teilchen, die als solche nur auf einem der zwei Wege fliegen können; aber mit dem Spiegel ist jedes Photon als Welle auf beiden Wegen gekommen. Der Gedanke liegt nahe, dass diese Wahl beim Passieren des ersten Strahlteilers getroffen worden sein müsste. Wegen der kleinen Abmessungen der Apparatur und der kurzen Zeiträume des Prozesses könnte man grundsätzlich fragen, ob die An- oder Abwesenheit des Spiegels die Photonen dahingehend beeinflusst haben könnte, dass sie schon am ersten Strahlteiler entsprechend die Wellen- oder die Teilchenoption wählen. In der Delayed-Choice-Version des Experiments wird diese Möglichkeit (obwohl es dafür ohnehin keinerlei physikalische Erklärung gäbe) ausgeschlossen. Den Spiegel könnte man natürlich nicht schnell genug ein- und ausbauen. Aber man kann ihn durch ein schnelles elektrooptisches Bauteil ersetzen, das je nach angelegter Spannung wie der gewünschte Spiegel wirkt oder das Licht aus beiden Richtungen ungehindert passieren lässt. Als Letztes wird dann noch dafür gesorgt, das jedes Photon einzeln durch die Apparatur fliegt, wobei die Wahl der Wirkweise des elektrooptischen Bauteils durch eine Zufallszahl entschieden wird, die aus dem Schrotrauschen einer gewöhnlichen Lichtquelle erst dann gewonnen wird, wenn das Photon den ersten Strahlteiler schon passiert hat. Genauer gesagt, diese Vorgänge sind raumartig voneinander getrennt, d. h. nur durch Signale mit Überlichtgeschwindigkeit hätte der eine überhaupt den anderen beeinflussen können. Das nach der Quantenmechanik erwartete, den an Alltagsphänomenen geschulten Verstand aber überraschende Ergebnis ist, dass die Art der Beobachtung immer darüber entscheidet, ob sich in der beschriebenen Weise der Wellen- oder der Teilchencharakter zeigt, ganz gleich, wann die Beobachtung stattfindet und wann über ihre Art entschieden wurde.

## Interpretation
Die Experimente zur verzögerten Quantenwahl zeigen nicht, dass das Quantenobjekt je nach Art der Beobachtung dazwischen wählt, eine Welle oder ein Teilchen „zu sein“. Sie zeigen, dass das Objekt hinsichtlich der beobachteten physikalischen Größe – und nur dieser – dieselben Messergebnisse hervorruft, die in der klassischen Physik nur entweder von einer Welle oder von einem Teilchen verursacht sein könnten.
Im Rahmen der Kopenhagener Deutung der Quantenmechanik wird einem einzelnen Quantenobjekt zu jedem Zeitpunkt ein normierter Zustandsvektor {\displaystyle |\Psi \rangle } zugeschrieben (oft als Wellenfunktion bezeichnet). Dieser enthält zu jedem möglichen Messwert einer physikalischen Größe eine Komponente mit einer gewissen Amplitude. Aus den Amplituden lässt sich für jede am System mögliche Messung dieser Größe die Wahrscheinlichkeitsverteilung der möglichen Messergebnisse berechnen. Wie aber an einem einzelnen Objekt aus dieser Wahrscheinlichkeitsverteilung von Möglichkeiten das konkrete Messergebnis hervorgeht, das durch die Messung als einziges Wirklichkeit geworden ist, ist nicht geklärt. Beschrieben wird dieser Vorgang durch die Zustandsreduktion (auch als Kollaps der Wellenfunktion bezeichnet), die instantan die Komponenten zu allen anderen möglich gewesenen Messergebnissen unwiederbringlich löscht, ohne dass es über die Angabe der Wahrscheinlichkeit hinaus irgendwie begründet werden könnte, welches die überlebende Komponente ist. Diese Probleme der Interpretation des quantenmechanischen Messprozesses sind gravierend, aber darüber hinaus bietet die verzögerte Quantenwahl keine weiteren Schwierigkeiten.
Ein wellenartiges Verhalten des Quantenobjekts wird meist aus der Beobachtung eines ortsabhängigen Interferenzmusters abgelesen. Dies entsteht in den Gebieten, zu denen das Quantenobjekt auf zwei verschiedenen Wegen gekommen ist, auf denen sich eine vom Ort abhängige Differenz der quantenmechanische Phase ergibt. Im Zustandsvektor {\displaystyle |\Psi \rangle } sind beide Wege als Komponenten {\displaystyle |\Phi _{1}\rangle ,\;|\Phi _{2}\rangle } enthalten, allgemein in der Form
{\displaystyle |\Psi \rangle =a|\Phi _{1}\rangle +b|\Phi _{2}\rangle }
mit den komplexen Amplituden {\displaystyle a}  bzw. {\displaystyle b}. Das Betragsquadrat der zugehörigen Wellenfunktion {\displaystyle \Psi ({\vec {r}})} gibt dann die Wahrscheinlichkeitsdichte (oder Intensität), das Objekt am Ort {\displaystyle {\vec {r}}} zu finden. Es ist
{\displaystyle |\Psi ({\vec {r}})|^{2}=|a|^{2}\,|\Phi _{1}({\vec {r}})|^{2}+|b|^{2}\,|\Phi _{2}({\vec {r}})|^{2}+2\operatorname {Re} [ab^{*}\Phi _{1}({\vec {r}})\Phi _{2}({\vec {r}})^{*}]}
Die Teilsumme aus den beiden ersten Summanden ist die inkohärente Summe der beiden Intensitäten, denn jeder Summand gibt die jeweilige Intensität, wenn für jedes Quantenobjekt entweder nur der eine oder nur der andere Weg möglich wäre, so dass überhaupt nur eine der beiden Komponenten {\displaystyle |\Phi _{1}\rangle ,\;|\Phi _{2}\rangle } existiert. Im Fall, dass beide Wege möglich sind, die Teilwellen {\displaystyle |\Phi _{1}\rangle ,\;|\Phi _{2}\rangle } sich am Ort der Beobachtung aber nicht treffen, gibt die inkohärente Summe das Messergebnis richtig wieder. Mit diesem Wert würde sich die Gesamtintensität der Quantenobjekte beobachten lassen, wenn sie Teilchen wären. Der letzte Summand heißt Interferenzterm. Er hängt von den quantenmechanischen Phasen ab, kann positiv oder negativ sein und z. B. zur völligen Auslöschung der Intensität führen. Alle drei Summanden zusammen bilden die kohärente Summe, die den Wellencharakter des Objekts zeigt.
Teilchenartiges Verhalten zeigt sich demnach nicht nur bei echten Teilchen, sondern tritt auch bei Wellen auf in solchen Gebieten, wo der Interferenzterm verschwindet. Das kann verschiedene Gründe haben:
- Eine der Komponenten hat hier eine verschwindende Wellenfunktion. Das ist z. B. bei gekreuzten Wellenbündeln wie in Wheelers Gedankenexperiment der Fall, wenn sie sich hinter dem Gebiet, wo sie sich überlagern, wieder trennen.
- Die einzelnen Quantenobjekte, die nacheinander beobachtet werden, kommen in Zuständen {\displaystyle |\Psi \rangle } an, in denen die Phasendifferenzen unkontrolliert schwanken. Für jedes einzelne Objekt gilt dann zwar die kohärente Summe, aber im Mittel über viele haben die Interferenzterme den Wert Null. Das tritt gewöhnlich auch bei Licht auf, wenn die Lichtquelle keine kohärente Strahlung aussendet. Es ist die Grundlage der seit vier Jahrhunderten bewährten Strahlenoptik, in der das Licht so betrachtet wird, als ob es sich wie Teilchen entlang von Trajektorien ausbreitet.
- Das Quantenobjekt hat einen inneren Freiheitsgrad, der auf den beiden Wegen einen verschiedenen Wert bekommt. Dann sind die beiden Komponenten {\displaystyle |\Phi _{1}\rangle ,\;|\Phi _{2}\rangle } orthogonal und können nicht interferieren. Das tritt z. B. ein, wenn das Quantenobjekt ein Photon ist und auf den beiden Wegen nur orthogonale Polarisationsrichtungen durchgelassen werden. Wird die Markierung mit der Welcher-Weg-Information rückgängig oder unwirksam gemacht, bevor die Messung die Zustandsreduktion verursacht, tritt die Interferenz wieder in Erscheinung (siehe Quantenradierer).